# Tory Reform Group
De Tory Reform Group (TRG) is een onafhankelijke, maar aan de Conservatieve Partij van het Verenigd Koninkrijk gelieerde pressiegroep die het gedachtegoed van het One-nation conservatism uitdraagt. De TRG werd in 1975 opgericht.
De TRG is een van de grootste aan de Conservatieve Partij verbonden groeperingen en bepleit een gematigde vorm van conservatisme en baseert zich op het denken van negentiende-eeuwse premier Benjamin Disraeli (One-nation conservatism) en de politieke koers die in het midden van de twintigste eeuw werd uitgezet door premier Harold Macmillan (Middle Way) en Edward Heath. De TRG is sterk gekant tegen het neoconservatisme zoals in de jaren tachtig van de vorige eeuw werd uitgedragen en vorm gegeven door premier Margaret Thatcher. Anders dan de neoconservatieven en neoliberalen ziet de TRG een taak weggelegd voor de overheid in de ondersteuning van de zwakkeren en houdt de TRG vast aan bepaalde aspecten van de verzorgingsstaat. De meeste leden van de TRG zijn sterk pro-Europees.
Samen met de Conservative Mainstream en de Conservative Europe Group vormt de TRG de linkervleugel van het Britse conservatisme.

## Lijst van oud-voorzitters
- Clive Landa, 1981
- Gerry Wade
- Giles Marshall
- John Guthrie, 1988–91
- Sue Woodroofe
- Iain Picton, 1985
- Phil Pedley
- Damian Garrido
- Tim Crockford
- Timothy Barnes

Sinds 1997 is Kenneth Clarke voorzitter van de Tory Reform Group. Oud-premier Sir John Major is een van de beschermheren van de TRG, zo ook Lord Trimble, die tussen 1998 en 2002 premier van Noord-Ierland is geweest.